# The Book of Us: The Demon
The Book of Us: The Demon – szósty minialbum południowokoreańskiej grupy Day6, wydany 11 maja 2020 roku przez JYP Entertainment. Był promowany przez singel „Zombie”. Minialbum ukazał się w dwóch edycjach fizycznych („Midday” i „Midnight”) i jednej cyfrowej. Minialbum sprzedał się w liczbie 85 898 egzemplarzy (stan na grudzień 2020).

## Lista utworów
| CD | CD                                                         | CD                            | CD                                          | CD           | CD      |
| Nr | Tytuł utworu                                               | Tekst                         | Kompozycja                                  | Aranżacja    | Długość |
| -- | ---------------------------------------------------------- | ----------------------------- | ------------------------------------------- | ------------ | ------- |
| 1. | „Haewa dalcheoleom” (kor. 해와 달처럼, ang. Day and Night) | Young K                       | Jae, Sungjin, Young K, Wonpil, Hong Ji-sang | Hong Ji-sang | 3:25    |
| 2. | „Zombie”                                                   | Young K, Wonpil               | Jae, Hong Ji-sang                           | Hong Ji-sang | 3:29    |
| 3. | „Tick Tock”                                                | Jae, Young K                  | Jae, Sungjin, Young K, Wonpil, Hong Ji-sang | Hong Ji-sang | 3:53    |
| 4. | „Love me or Leave me”                                      | Young K                       | Jae, Sungjin, Young K, Wonpil, Hong Ji-sang | Hong Ji-sang | 3:43    |
| 5. | „Ttaelyeojyeo” (kor. 때려쳐, ang. STOP)                    | Young K                       | Jae, Sungjin, Young K, Wonpil, Hong Ji-sang | Hong Ji-sang | 3:48    |
| 6. | „1 to 10”                                                  | Young K                       | Jae, Sungjin, Young K, Wonpil, Hong Ji-sang | Hong Ji-sang | 3:08    |
| 7. | „Afraid”                                                   | Sungjin, Jeon Da-sol, Jaedogi | Sungjin, Jeon Da-sol, Jaedogi               | Jaedogi      | 3:33    |
| 8. | „Zombie” (English Ver.)                                    | Young K, Wonpil               | Jae, Hong Ji-sang                           | Hong Ji-sang | 3:29    |

## Notowania
| Lista                   | Najwyższa pozycja |
| ----------------------- | ----------------- |
| Gaon Weekly Album Chart | 2                 |
| Five Music (Tajwan)     | 2                 |
| Billboard World Albums  | 7                 |